# Championnats de France d'athlétisme 1941
Navigation
Championnats 1939 Championnats 1942
Les Championnats de France d'athlétisme 1941 ont eu lieu les 19 et 20 juillet 1941 au Stade olympique Yves-du-Manoir de Colombes.

## Palmarès
| Discipline        | Hommes           | Hommes        | Femmes            | Femmes       |
| ----------------- | ---------------- | ------------- | ----------------- | ------------ |
| 60 m              | -                | -             | Denise Touchon    | 8 s 3        |
| 100 m             | René Valmy       | 10 s 5        | Jeanine Salagoïty | 12 s 7       |
| 200 m             | René Valmy       | 21 s 7        | Jeanine Salagoïty | 26 s 2       |
| 400 m             | Prudent Joye     | 50 s 5        | -                 | -            |
| 800 m             | Marcel Hansenne  | 1 min 53 s 1  | Hélène Devèze     | 2 min 22 s 4 |
| 1 500 m           | Constant Bréans  | 4 min 01 s 8  | -                 | -            |
| 5 000 m           | Raphaël Pujazon  | 14 min 56 s 2 | -                 | -            |
| 10 000 m          | Jean Lalanne     | 32 min 03 s 4 | -                 | -            |
| 80 m haies        | -                | -             | Louise Ebermeyer  | 13 s 2       |
| 110 m haies       | Jacques Sapin    | 15 s 7        | -                 | -            |
| 400 m haies       | Prudent Joye     | 55 s 8        | -                 | -            |
| 3 000 m steeple   | Jean Gallet      | 9 min 48 s 5  | -                 | -            |
| Saut en longueur  | Henri Sorondi    | 6,93 m        | Clerc             | 5,28 m       |
| Triple saut       | Robert Joanblanq | 13,92 m       | -                 | -            |
| Saut en hauteur   | Guy Lapointe     | 1,85 m        | Martine Fontaine  | 1,53 m       |
| Saut à la perche  | André Crépin     | 3,60 m        | -                 | -            |
| Lancer du poids   | Édouard Duhour   | 13,85 m       | Ginette Joubin    | 9,78 m       |
| Lancer du disque  | René Bazennerie  | 42,23 m       | Lucette Greiner   | 34,12 m      |
| Lancer du marteau | Maurice Broca    | 41,00 m       | -                 | -            |
| Lancer du javelot | Paul Joly        | 52,05 m       | Anette Bouligaud  | 38,04 m      |